# Мишпоха
Мишпоха (ивр. משפחה‎ / идиш משפחה‎ — Семья) — международный еврейский историко-публицистический и литературно-художественный журнал на русском языке, издаваемый в Витебске. Главный редактор — Аркадий Шульман.
Выходит с 1995 года. Лауреат премии им. Чарльза Хоффмана «За лучшее освещение еврейского культурного наследия» (2004 год).
Журнал публикует прозу, стихи, публицистику, рассказывающую об истории евреев Белоруссии, традициях, деятелях еврейской культуры и просвещения.
Значительная часть журнала посвящена еврейской семье: история еврейских фамилий и конкретных семей, семейные истории и воспоминания как евреев, живущих в Белоруссии, так и выходцев из Белоруссии, их детей и внуков из разных стран мира.
Журнал регулярно публикует материалы об еврейских местах Белоруссии: городах и местечках. Много журнального места отводится теме Холокоста.
Журнал формата А-4, объём 168 страниц, плюс цветные вкладыши, на которых публикуются работы художников и фотохудожников.